# Harelbeke
Harelbeke este un oraș neerlandofon situat în provincia Flandra de Vest, regiunea Flandra din Belgia. La 1 ianuarie 2008 avea o populație totală de 26.328 locuitori. 

## Geografie
Comuna actuală Harelbeke a fost formată în urma unei reorganizări teritoriale în anul 1977, prin înglobarea într-o singură entitate a 3 comune învecinate. Suprafața totală a comunei este de 29,14 km². Comuna este subdivizată în secțiuni, ce corespund aproximativ cu fostele comune de dinainte de 1977. Acestea sunt:
| - I. Harelbeke - IV. Stasegem - II. Bavikhove - III. Hulste |

Localitățile limitrofe sunt:
- Comuna Kortrijk:
  - a. Kortrijk
- Comuna Kuurne:
  - b. Kuurne
- Comuna Lendelede:
  - c. Lendelede
- Comuna Ingelmunster:
  - d. Ingelmunster
- Comuna Oostrozebeke:
  - e. Oostrozebeke
- Comuna Wielsbeke:
  - f. Ooigem
- Comuna Waregem:
  - g. Beveren
- Comuna Deerlijk:
  - h. Deerlijk
- Comuna Zwevegem:
  - i. Zwevegem

## Localități înfrățite
- Germania: Kinheim;
- Namibia: Eenhana.

1. ↑  Crossroad Bank of Enterprises, accesat în 28 iulie 2023